# Tungidae
Tungidae (лат.) — семейство насекомых из отряда блох. Некоторыми систематиками рассматривается как подсемейство Tunginae или Hectopsyllinae в семействе Pulicidae.
Представители семейства обычно паразитируют на наземных млекопитающих и в нескольких случаях на птицах и летучих мышах. Самки остаются неподвижными и прикреплёнными к одному и тому же месту в течение продолжительных периодов времени, возможно, до самой смерти. Hectopsylla narium были обнаружены в ноздрях скалистого попугая (Cyanoliseus patagonus patagonus).
Внутренняя систематика не устоялась, в семейство включают как минимум два рода: Tunga и Hectopsylla.